# Anaxyrus nelsoni
Anaxyrus nelsoni es una especie de anfibio anuro de la familia de sapos Bufonidae. Anteriormente se consideraba una subespecie de Anaxyrus boreas.
Se distribuye únicamente en las zonas riparias del valle Oasis de Nevada (EE. UU.), a lo largo de un tramo de 15 kilómetros del Río Amargosa y en algunos manantiales de montaña de ese estado. Está amenazado por múltiples razones, entre las más importantes están la irregularidad de las precipitaciones, la degradación de su hábitat causada por el ganado asilvestrado y los vehículos fuera de caminos, competencia con especies introducidas y el desarrollo de infraestructuras.

## Publicación original
- Stejneger, 1893 : Annotated list of the reptiles and batrachians collected by the Death Valley Expedition in 1891, with descriptions of new species. North American Fauna, vol. 7, p. 159-228 (texto íntegro).